# Río Híjar

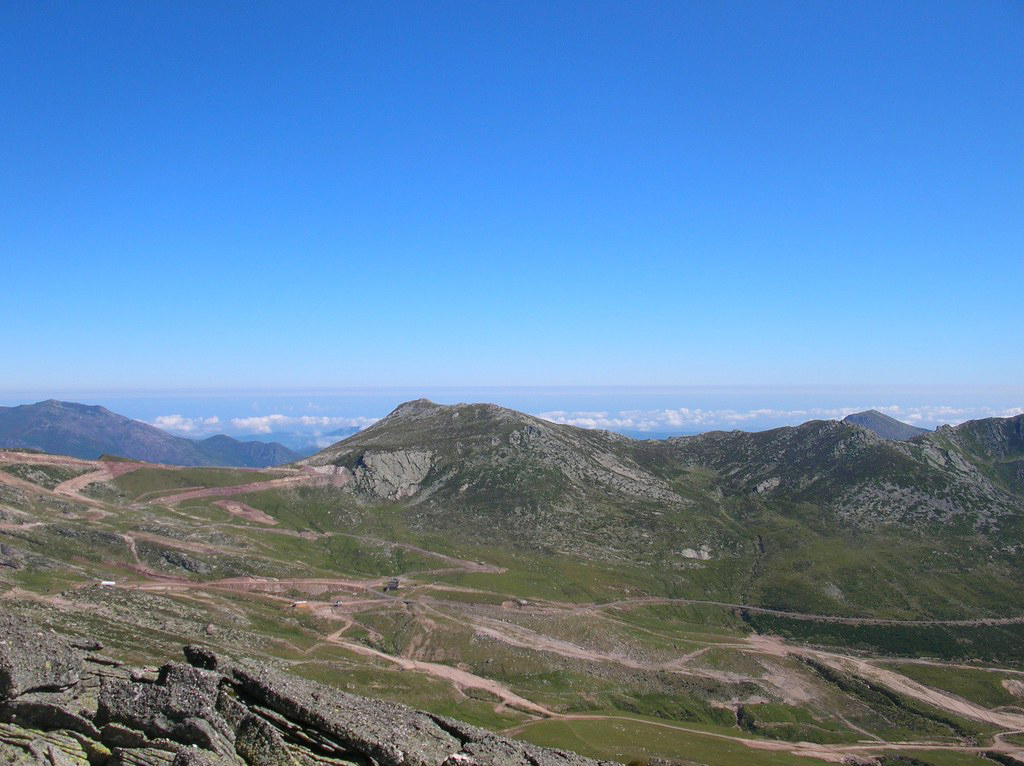
El Circo de Tres mares, nacimiento del Híjar - Ebro. Al fondo, el Mar Cantábrico.

El Híjar es un río del norte de España de cuyas aguas nace el río Ebro. Así fue acreditado ya en 1862 por Pedro Antonio de Mesa en el primer reconocimiento hidrogeográfico conocido. Este río recorre más de 20 km de la cabecera del Valle de Campoo, y después parte de su caudal se filtra y realiza un breve trayecto subterráneo de 800 m, resurgiendo junto a otros 4 manantiales en la localidad de Fontibre, recibiendo entonces el nombre de "Ebro". El caudal del río Híjar que no se sumerge continúa por la superficie en dirección este y se une en Reinosa, unos kilómetros más abajo, al Ebro. Este hecho pudo ser demostrado científicamente por técnicos del Instituto Geológico y Minero de España en 1987, tras verter en el río fluoresceína, y observar que el mismo caudal filtrado por el Híjar era el que salía teñido en el manantial de Fontibre.

## Recorrido hasta Fontibre y Reinosa

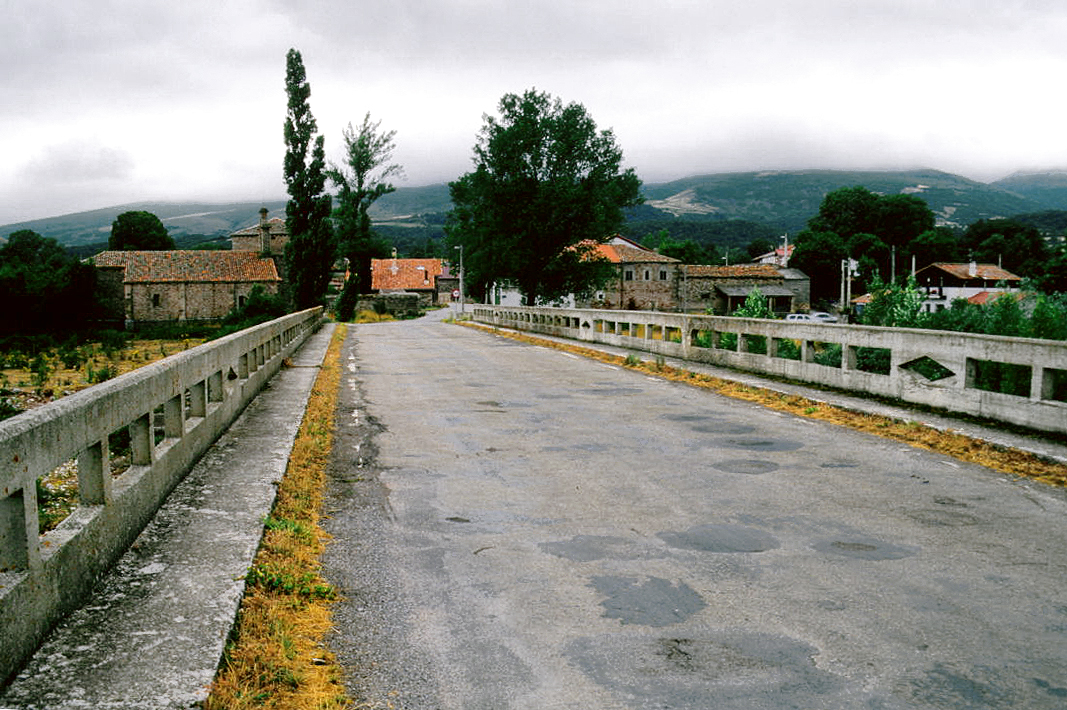
Puente sobre el Híjar y casco urbano. Naveda (Hermandad de Campoo de Suso, Cantabria, España)

El Híjar nace en la cuenca de Pidruecos, en el circo glaciar de Alto Campoo, Comunidad Autónoma de Cantabria, entre la cara este del Pico Tres Mares y la base del Cuchillón, en las inmediaciones del poblado de Brañavieja. Sus torrentosas aguas reciben el aporte de los arroyos Cirezos, Trescanales, Cervalizas, Solana, Muñía, y Merdero hasta la confluencia con el Guares, en el paraje de Riaño. A partir de aquí, confluyen en el Híjar los arroyos de Villar, Coteruelos y Las Celadas. Tras recibir el agua del último, pasado Paracuelles, parte de su caudal se filtra en el subsuelo y, tras un recorrido subterráneo de algo más de 800 m, vuelve a aflorar en el denominado «Nacimiento del Ebro», en Fontibre (surgencia kárstica). El resto del agua no filtrada sigue su cauce superficial describiendo un arco O-S-E hasta su encuentro con el caudal principal (ya con el nombre de río Ebro) en la localidad de Reinosa. Así, curiosamente, el Híjar después de dar origen al río Ebro, se convierte en un afluente suyo. El caudal superficial puede llegar a desaparecer durante el estiaje, no así el subterráneo que resurge en Fontibre.
Hasta su llegada a Reinosa, el Híjar pasa por las localidades de La Lomba, Entrambasaguas, Villar, Celada de los Calderones, Naveda, Espinilla, Paracuelles, y Villacantid, y ya con el nombre de "Ebro", Fontibre, Salces y Nestares habiendo recorrido 28 kilómetros.

## Etimología

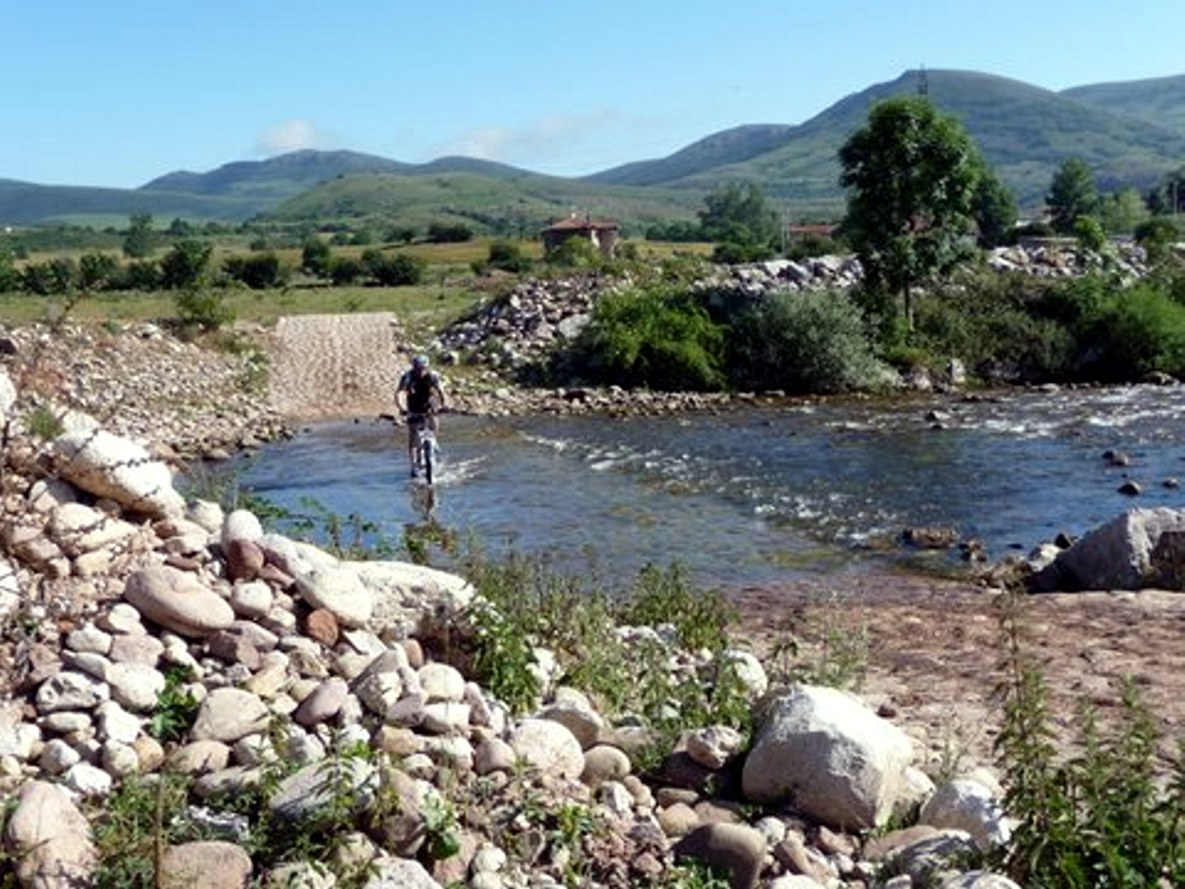
El Híjar, tras pasar Paracuelles. A partir de este punto, el agua empieza a filtrarse en el subsuelo para reaparecer en Fontibre.

No existe certeza sobre el origen del hidrónimo Híjar. Este nombre se aplica a otros topónimos españoles de Teruel, Granada y Albacete a los que Julián Aydillo y Madoz atribuyen un étimo arábigo con significado de ‘altura rocosa’. Sin embargo, y a diferencia de las regiones anteriormente citadas, la escasa penetración musulmana en estas tierras hace poco probable esta etimología para este ámbito geográfico. 
Otros autores atribuyen a esta voz un origen indoeuropeo arcaico, con el que se nombraría a las corrientes fluviales o a alguna de sus características.Otra alternativa sería hacer derivar este vocablo de guijar, o lugar donde abundan las guijas, esto es las piedras pequeñas y lisas que abundan en los cauces de los ríos.

## Medio ambiente

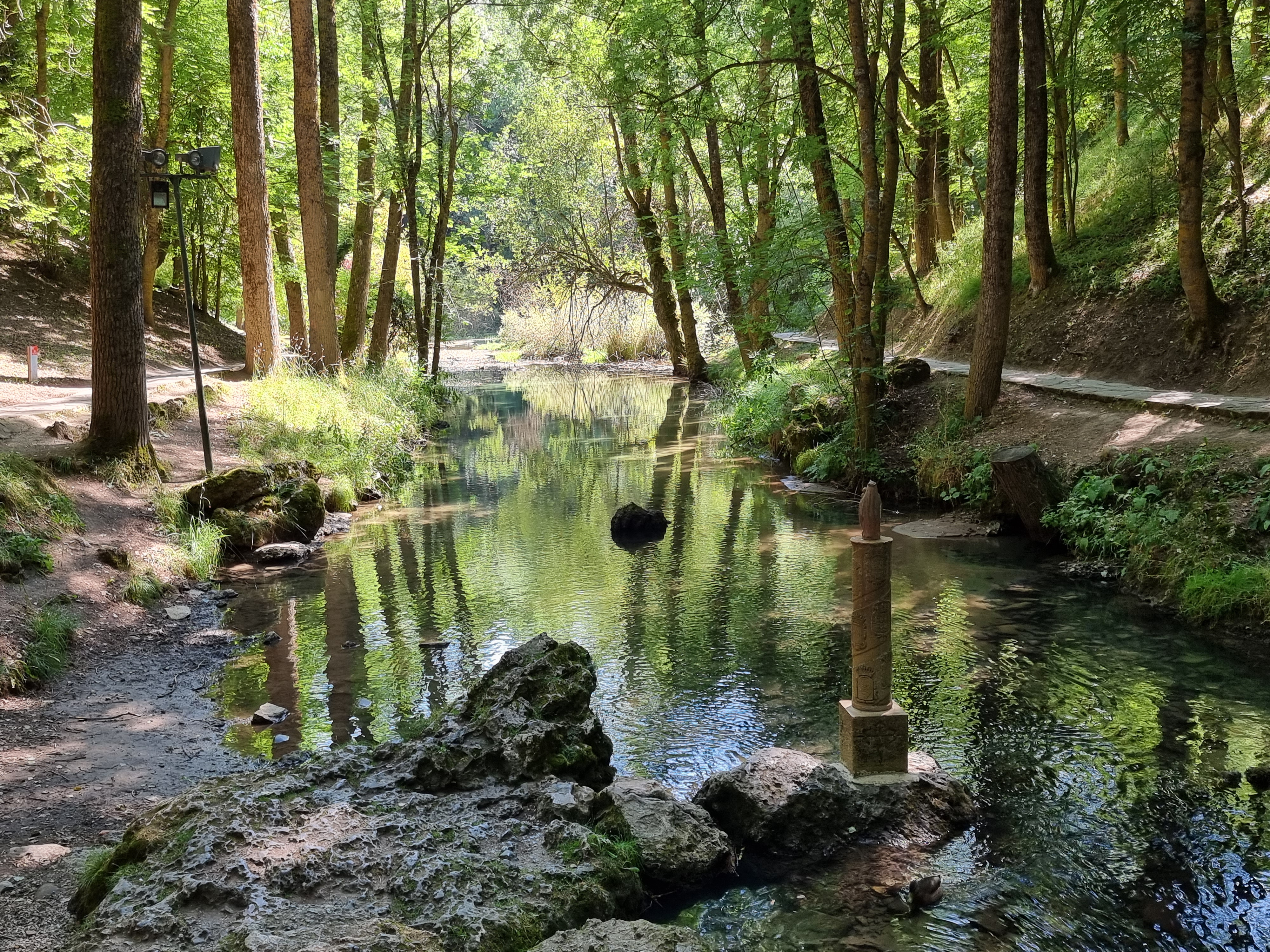
Resurgimiento del Híjar en Fontibre, ya con el nombre de río Ebro.

Todo el curso del río Hijar desde Mazandrero hasta Reinosa es Lugar de Interés Comunitario LIC ES1300013, actualmente propuesto como Zona de Especial Conservación ZEC. Toda la margen izquierda, desde el nacimiento a Entrambasaguas, y hasta la divisoria de la Sierra de Híjar tiene la calificación de Zona de especial protección para las aves. La misma zona, añadiendo la margen derecha del circo de Tres Mares. está catalogada como Lugar de Importancia Comunitaria, dentro de la Red Natura 2000 e incluida el Convenio de Ramsar (Convención Relativa a los Humedales de Importancia Internacional como Hábitat de Aves Acuáticas) Existen importantes impactos ambientales que amenazan al río Hijar, los principales son su canalización en todo su tramo medio y bajo, la Estación de Esquí de CANTUR en su mismo nacimiento, el polígono industrial de Reinosa (SEPES) y los rellenos en su desembocadura. 
El primer gran impacto que cambió por completo su fisionomía fue su canalización (C.H.E.) en 1986 del curso medio y bajo desde Riaño hasta Reinosa.  Se usaron dos grandes excavadoras que crearon dos motas continuas mediante la excavación de un canal central, reforzadas en algunas zonas por escolleras. Esta canalización convirtió el gran río trenzado de montaña, que había logrado equilibrar su curso en un suelo aluvial de gravas sueltas, en un estrecho canal incapaz de soportar la concentración de caudales.
Más puntualmente en su desembocadura, adquirida para construir la Fábrica naval, se comenzó realizando rellenos con escorias, una vez rellenas con residuos se consolidaron los terrenos como suelo industrial, pero aun en la actualidad no han cesado los vertidos de residuos creando un embudo justo en la desembocadura que hace peligrar la población de Reinosa.
En su nacimiento la estación de esquí ha realizado un continuo y progresivo impacto mediante excavaciones, entubados del propio Hijar y sus afluentes, desvíos de cauces, drenajes, roturaciones, movimientos de rocas. Todos estos trabajos incontrolados y carentes de planificación están suponiendo graves problemas erosivos y de pérdida de suelos, con un gran impacto ambiental y paisajístico.
Entre los invertebrados son abundantes las frigáneas, efímeras, escorpiones de agua y otros insectos propios de aguas frías y bien oxigenadas. El cangrejo autóctono (Austropotamobius pallipes fue relativamente abundante, en especial en alguno de los afluentes, hasta que la peste del cangrejo (afanomicosis introducida por la suelta de cangrejo americano en la cuenca del Ebro a mediados del siglo XX diezmó su población hasta hacerlo desaparecer.
La trucha común y el piscardo son habitantes frecuentes de estas aguas montanas, aunque la trucha, antes abundante, es ahora escasa, principalmente por la suelta en los años 60 de la trucha arcoíris, especie que diezmó a la común para establecerse posteriormente en aguas más tranquilas. Ya aguas abajo, en el pantano del Ebro, son abundantes los peces propios de aguas remansadas y profundas.
Reptiles y anfibios: lución, eslizón ibérico, lagarto verdinegro, lagartija roquera y lagartija ibérica, culebra de collar, y víbora cantábrica. Tritón alpino, tritón palmeado, tritón jaspeado, salamandra común, y sapo común.
En el grupo de los mamíferos podemos citar al desmán ibérico, al musgaño de Cabrera y musgaño patiblanco, al murciélago rabudo y murciélago ribereño presentes en los acantilados de Piedra Aguda, a la nutria, a la marta, a la comadreja, y al armiño. Los valles de la Sierra de Híjar marcan el límite de levante de la población oriental de oso pardo, la más amenazada de Europa; los ataques de los osos a las colmenas de las poblaciones ribereñas eran habituales hasta principios del S XX, sin embargo, desde mediados del mismo, las citas de avistamiento han disminuido drásticamente. La población de lobo, abundante en esta sierra hasta hace 70 años, ha mermado hasta aproximarse a la extinción, debido a la persecución implacable de los ganaderos. Las orillas del Híjar son frecuentadas por corzos y ciervos, muy abundantes ahora, aunque los venados eran prácticamente inexistentes a principio del siglo XX.
Entre otras aves, se encuentran el águila real, el halcón peregrino, el azor, el ratonero, el alimoche, el buitre leonado, el búho real, el cárabo, el mirlo acuático, y el martín pescador. En peligro crítico de extinción, el urogallo cantábrico aún conserva algún cantadero en los hayedos de Híjar.
La vegetación vinculada al río Híjar corresponde en su mayor parte a la del piso montano cántabro (800 - 1600 msnm), en zona de transición entre el clima oceánico (bosque eurosiberiano) y el continental. En el circo de Tres Mares, donde nace el río, y desde la cota de los 1500 msnm, la vegetación predominante es el pastizal y matorral alpino, con especies gramíneas y herbáceas como el Helianthemum urrielense la Genista legionensis, la Festuca burnatii (endémicas), y la genciana, además de especies leñosas como el enebro rastrero, el brezo, tojo y la escoba. En este piso podemos encontrar la Androsace cantabrica, endemismo de esta sierra en peligro de extinción. Por debajo de la mencionada cota se forman grandes bosques caducifólios donde las especies dominantes son las hayas y los robles, con manchas bien conservadas de abedules y acebos, y tejos dispersos. Acercándose a los 1000 msnm aparecen las primeras choperas y salcedas (Salix breviserrata), que junto a especies como el roble común o cajiga (Quercus robur), el fresno (Fraxinus angustifolia), el arce (Acer campestris), y el avellano, acompañarán al río durante todo su recorrido cántabro.

## Relación con el ser humano

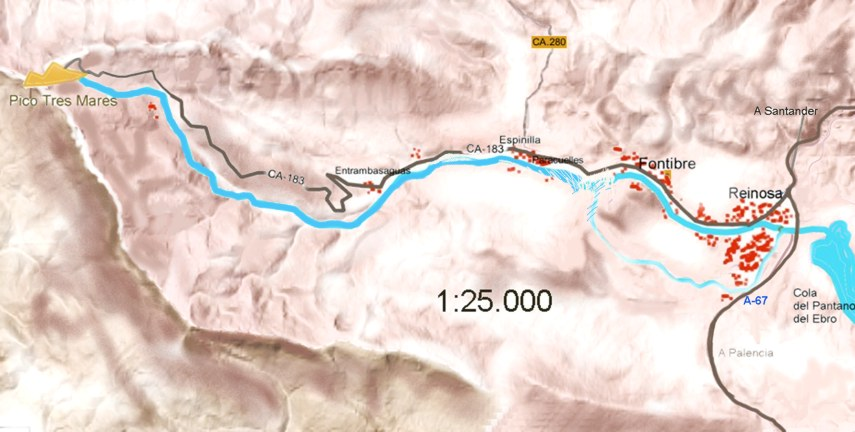
Recorrido del río Híjar. A partir de Paracuelles, su cauce discurre entre calizas triásicas, sumiéndose la mayor parte de él en el subsuelo, para resurgir en Fontibre. El brazo S, seco en el estiaje, continúa hasta reunirse con el caudal principal (ya con el nombre de Ebro) en Reinosa.

Se tiene constancia de que las riberas del Híjar fueron pobladas por sociedades humanas productoras desde hace no menos de 5.000 años, como atestigua el conjunto megalítico de Los Lagos. En estas brañas asomadas sobre el Híjar y dominantes de todo el valle, se han encontrado cámaras funerarias, dólmenes, menhires y cromlechs construidos por remotas sociedades pastoriles, que encontraron en esta zona, abundante en pastos veraniegos, un lugar adecuado para sus actividades ganaderas. Sin embargo, en la zona de Riaño, se ha encontrado gran número de objetos muy anteriores, del Paleolítico Inferior.
Pero además de regar los pastos y tierras necesarias para la agricultura y la ganadería, el Híjar ha sido aprovechado por el hombre para moler el cereal, enfurtir la lana, construir muebles, y aún para obtener electricidad, como aún hoy atestiguan los restos de molinos, batanes y azudes diversos. A mediados de los 90 del S XX, se construyó una mini-central hidroeléctrica (central de Zamuñón) en el tramo de Peña Aguda, que aún hoy sigue funcionando, a pesar de que su construcción supuso un serio trastorno para el equilibrio ecológico del río, ya alterado por la polución originada en el mismo nacimiento por la estación invernal de Alto Campoo.
Es muy destacable la existencia de una importante red de riegos de montaña de origen y antigüedad poco estudiada. A mediados del siglo XX para adaptarla a la evolución normativa se formalizan los Estatutos de la Comunidad de Regantes Virgen del Abra y hacia 1960 se levanta acta notarial de los aprovechamientos existentes para inscribir de forma transitoria hasta 2025 el derecho al uso privativo de las aguas. En la actualidad debido al escaso interés de sus responsables, muy especialmente del Consistorio, existe un grave riesgo de pérdida patrimonial y abandono de la riqueza de los riegos de Campoo de Suso.

## Coto de pesca
El Gobierno de Cantabria, competente en la regulación de la pesca del río Híjar - Ebro dentro de los límites de su jurisdicción autonómica, ha publicado la Orden DES/77/2010, de 22 de diciembre, por la que se dictan las normas para el ejercicio de la pesca en aguas continentales de la Comunidad Autónoma de Cantabria durante el año 2011. Para la cuenca del Ebro establece que será periodo hábil para la pesca de la trucha en el tramo del Híjar, el comprendido entre los días 1 de abril y 31 de julio, salvo el periodo del 15 de mayo al 31 de julio para el sector comprendido entre el puente de Celada de los Calderones y Puente Dé, incluidos los afluentes del citado tramo. Desde Puente Dé al nacimiento, está vedada la pesca durante todo el año. Se establece así mismo un cupo de capturas diario de 8 ejemplares por pescador, aun cuando la captura vaya seguida de liberación. El tamaño de los ejemplares capturados no podrá ser menor de 19 cm, y se prohíbe el empleo de cebo natural. Se prohíbe además, el empleo de cucharillas de tamaño superior a 7 cm de longitud total y pala superior a 4 cm.

## Miscelánea
- La variante de la calzada romana entre Herrera de Pisuerga (Pisorica) y la costa que atraviesa la sierra de Híjar por el collado de Somahoz, cruzando el río por Espinilla, fue la usada por el emperador Carlos V tras arribar a España desde Flandes, desembarcando en Tazones y remontando el valle del Saja para llegar a Valladolid y tomar posesión de la corona.[20][21]

- En el mencionado collado, existía un hospital de peregrinos. Según Nicanor Gutiérrez Lozano, la presencia de estos establecimientos servía para amparar a los viajeros que debían atravesar el valle de los abusos de nobles poco escrupulosos, como al parecer fue Lope Mantilla "el Mozo",[22] dueño de una fortificación o castillo edificado sobre la misma piedra de La Fuentonas de Fontibre,[23] y que ofrecía a los viajeros para alojarlos y desvalijarlos posteriormente.

- En la Batalla de Santander (Guerra Civil) el frente estaba en la Sierra de Híjar. El 16 de agosto de 1937 la 1ª Brigada de Navarra rompe la línea republicana por los portillos de Sel de la Fuente y Somahoz, cruzando el río por Espinilla y embolsando a parte del contingente republicano, pera proseguir el avance hacia el mar por el valle del Saja.[24]

## Cultura
Existe un poema sin datar que ya se cita en 1942 por Pacheco, y que probablemente es anterior a 1935, en el que Marcelino de Rábago y Pérez de forma muy ingeniosa y elaborada se dedica al río Hijar. 

El Parlar del río mater de Campoo

Nací en Calgosa,

pasé por los Terreros,

fui descendiendo hasta el Vau,

me enfrenté con el arroyo

que baja de Piedrahíta,

cara a cara le miré

y le dije: “Quita, quita,

tú eres muy poca cosa;

ven a mí, yo soy Calgosa”.

Desde el Vau bajé a Cirezos;

se me incorpora La Riega,

algo aumenta mi corriente,

pero es insuficiente

para lo que yo quiero ser.

De Cirezos al Saldoriu,

ni un mal arroyo encontré;

ya en Brañías

el agua de las Concías

a mi fondo fue a parar.

Rodando por el Culeru,

arroyos sin importancia

admiran ya mi prestancia

que tengo de gran señor.

He llegado ya al Collugu,

y, con impulso valiente,

en mi se estrella de frente

de Urbaneja la canal

que de Peñalrrostru baja;

la digo: “Como estás en el Collugu”,

aquí te unzo en mi yugu

y ya no te escaparás”.

En el pozo de los Cintos

reposo yo unos momentos;

es que estoy tomando alientos

para una empresa mayor.

Ya llegó a la Barcenilla;

las aguas de Gustalcabu,

del Torneru y Acebal

a mi llegan,

algo aumentan mi caudal.

Recorro unos cuantos metros

y ya estoy frente a Escontriz;

desde allí, ya despeñado

en torrente catarata,

mi furia ya se desata,

y al llegar a Puente De,

al entrar por la arandela

de aquel peñón milenario,

con un ruido extraordinario,

oigo una voz secular

que me dice: “Para un poco,

que te voy a bautizar;

desde ahora, para siempre,

el Híjer te has de llamar”.

...

(no se reproduce entero)
...

¿Qué a ti no te gusta?,

No me importa, no.

¿Qué no está bien hecha?

¡Hazlo tu mejor!

Escrito para los que conozcan la geografía,
 la topografía y los nombres del país,

cuyo autor fue el venerable anciano
 Don Marcelino de Rábago y Pérez,
 natural
de Entrambasaguas de La Lomba,
 Hermandad de Campoo de Suso.